# RTL
Pour les articles homonymes, voir RTL (homonymie).
RTL, sigle de Radio Télévision Luxembourg, initialement nommée Radio Luxembourg est une station de radio généraliste privée française de catégorie E dite « périphérique » et principalement financée par la publicité, créée le 15 mars 1933. Historiquement fondée et contrôlée par le groupe luxembourgeois Compagnie luxembourgeoise de télédiffusion (CLT) puis par le groupe RTL Group appartenant à l'allemand Bertelsmann au milieu des années 2010, la station RTL appartient à 100 % au groupe M6 depuis le 1er octobre 2017, groupe dont toutefois, le premier actionnaire reste l'allemand Bertelsmann. En plus de cette radio, plusieurs stations dont le nom officiel comprend également le sigle RTL émettent en plusieurs langues dans différents pays, notamment RTL Radio Lëtzebuerg, Bel RTL et RTL Radio.
Le 15 mars 1933, Radio Luxembourg succède à la radio associative du même nom, créée par les frères Anen en 1925. Elle prend la forme d'une radio périphérique émettant depuis le Luxembourg pour échapper à la réglementation française. Elle diffuse en plusieurs langues dans une bonne partie de l'Europe sur une même fréquence en grandes ondes avant de préférer uniquement la langue française, dans les années 1950. La chaîne française à cette époque, Radio Luxembourg crée une déclinaison de sa station en langue néerlandaise, anglaise, allemande et luxembourgeoise, diffusées en ondes moyennes, ondes courtes et dans la bande FM, tandis que les grandes ondes sont uniquement réservées au service francophone.
En 1966, l'antenne francophone de Radio Luxembourg change de nom pour devenir RTL et adopte une nouvelle programmation, essentiellement basée sur l'information et le divertissement. Après avoir installé des studios provisoires en France au 22, rue Bayard dans le 8e arrondissement de Paris) dès 1936, elle déménage définitivement du Luxembourg pour s'établir dans l'Hexagone à partir de l'année 1991.
En France, RTL diffuse principalement dans la bande FM et par satellite, tout en retransmettant ses programmes sur Internet. Jusqu'en 2019, elle est fréquemment classée première radio de France en termes d'audience, avec en 2016, une moyenne de 6,3 millions d'auditeurs quotidiens. En 2019, elle perd toutefois cette première place, au profit de France Inter sans être parvenue à la regagner de manière stable depuis lors.

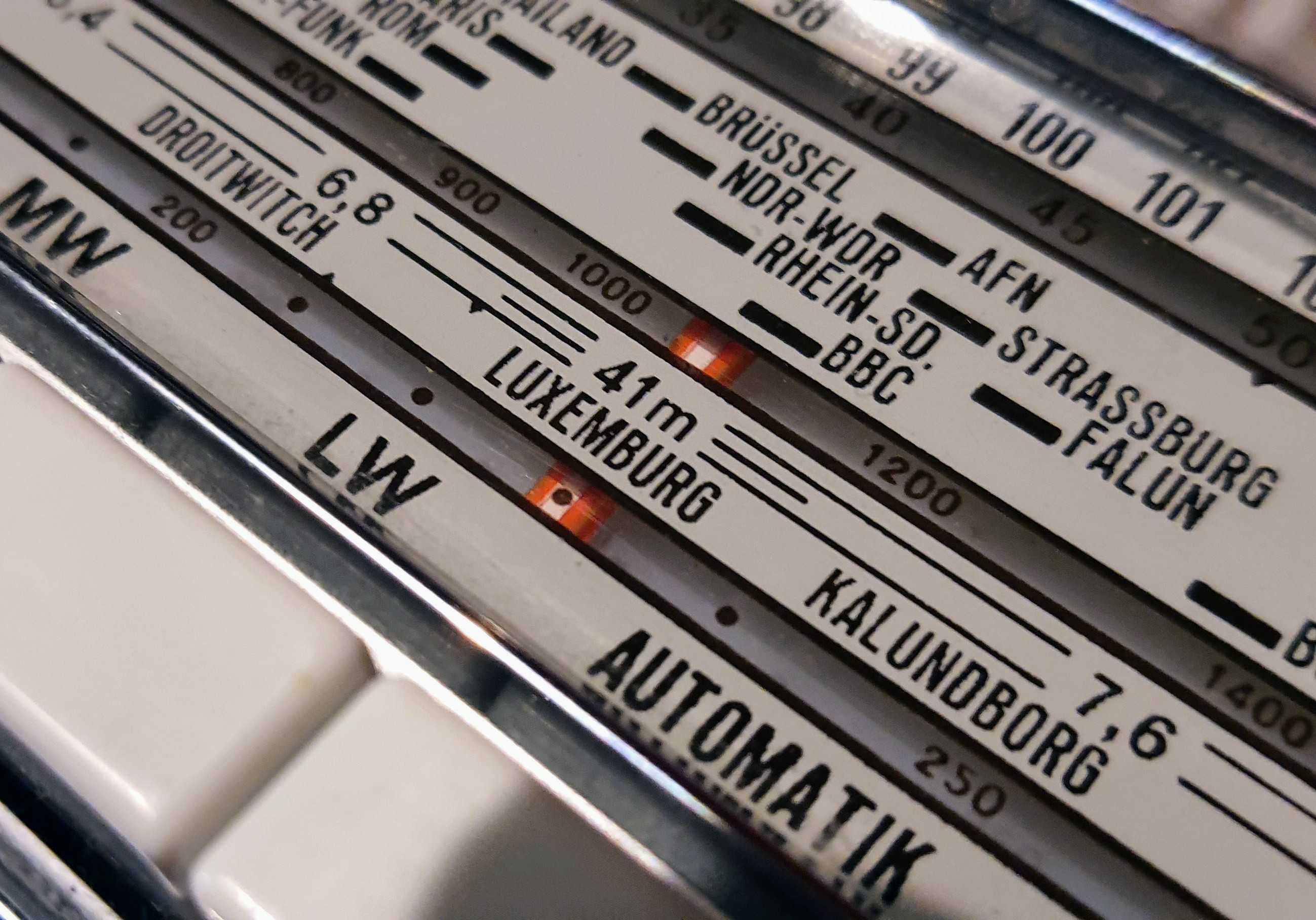
Cadran d'un poste de radio indiquant la position de RTL (Ex Radio-Luxembourg) sur les grandes-ondes.

Le 2 janvier 2023, RTL abandonne définitivement la diffusion en grandes ondes ; ainsi, à 1 heure du matin, l'émetteur de Beidweiler cesse de moduler la fréquence historique de la station.

## Histoire de la station

### Radio Luxembourg

#### 1925-1930: une radio associative convoitée
Au début des années 1920, les frères François, Marcel et Aloyse Anen sont propriétaires d'un magasin de postes de TSF à Luxembourg. La vente de récepteurs est toutefois vouée à l’échec car aucune radio ne peut être captée dans le Grand-Duché de Luxembourg dans de bonnes conditions. À partir de 1923, passionné de radio, François se met à expérimenter en tant que radioamateur avec un émetteur d'une puissance de 50 W,. En 1925, François et Marcel créent l'Association Radio Luxembourg et commencent à diffuser de la musique. Les programmes s'étoffent au fil des mois et sont présentés à la fois en luxembourgeois, français, allemand et anglais. En 1927, la radio associative diffuse deux à trois heures de programmes par semaine. Cette même année, elle reçoit sa première subvention du Luxembourg. En 1928, Radio Luxembourg commence à se faire un nom et la puissance de son émetteur passe à 250 W,,,.
La position idéale du Luxembourg au cœur de l'Europe et l'absence de réglementation du secteur attirent les sociétés privées de radiodiffusion étrangères,. Plusieurs groupes français veulent y installer une radio périphérique afin d'échapper à la réglementation française et aux autorisations de diffusion précaires accordées aux stations privées. Radio Luxembourg est alors courtisée. En 1929, elle reçoit une aide technique de la Radiophonie du Midi, propriétaire de Radio Toulouse, qui crée la Compagnie nationale de radiophonie luxembourgeoise (CNRL) le 20 juillet 1929. Dans le même temps, François Anen s'associe avec deux français, l'éditeur Henry Étienne et l'ingénieur Jean Le Duc de la Compagnie des compteurs, pour créer la Société luxembourgeoise d'études radiophoniques (SLER) le 11 mai 1929. En réalité, la Compagnie générale de la télégraphie sans fil (CSF), propriétaire de Radio-Paris, se cache derrière cette société,,.
Finalement, le 19 décembre 1929, le Grand-Duché de Luxembourg instaure un monopole d'État sur la radiodiffusion et se réserve le droit d'accorder une concession à une station privée. Le 7 janvier 1930, Radio Luxembourg est sommée de cesser sa diffusion et s'exécute deux jours plus tard. Le 3 avril 1930, le projet de la SLER est choisi face à ceux de ses concurrents, notamment la CNRL. L'État luxembourgeois et la SLER signent un cahier des charges le 28 août 1930, puis une convention exclusive d'une durée de 25 ans le 29 septembre 1930. Cette dernière prévoit une redevance à l'État de 30 % du bénéfice net ainsi que la création d'une commission des programmes et d'une commission technique permettant au gouvernement de contrôler la station privée,.

#### 1931-1939: une radio périphérique privée
La Compagnie luxembourgeoise de radiodiffusion (CLR), société de droit luxembourgeois (au capital majoritairement franco-belge), est constituée le 30 mai 1931 et se substitue officiellement à la SLER le 8 juin 1931. Les frères Anen ne font alors plus partie de l'aventure,. Le 19 novembre 1932, la CLR installe son siège à la Villa Louvigny dans le parc municipal de Luxembourg,,.
Le 15 mars 1933, Radio-Luxembourg Expérimental commence la diffusion de ses programmes réguliers sur une fréquence non autorisée par l'Union internationale de radiophonie (1 191 m, 252 kHz). Associée au plus puissant émetteur en grandes ondes d'Europe installé à Junglinster, la radio est captable sur une bonne partie de l'Europe, représentant un bassin de 16 millions d'auditeurs potentiels. La station diffuse chaque soir de 19 h à 23 h des concerts, débats et informations en allemand, français et luxembourgeois. La radio possède même son propre orchestre. Le 15 juillet 1933, Radio Luxembourg passe à 8 heures de programmes quotidiens avec une première plage à la mi-journée et une seconde dans la soirée, puis une matinale est ajoutée à la fin de l'année. À partir du 3 décembre 1933, la radio diffuse également en anglais. Radio Luxembourg se positionne alors comme une radio internationale et connaît un rapide succès,.
Même si la radio est diffusée depuis le Luxembourg, bon nombre de programmes sont produits à Paris, dans un studio situé rue de Ponthieu, avant d'être acheminés par train jusqu'au Grand-Duché. En 1936, la station déménage au 22, rue Bayard à Paris, à quelques pas de l'avenue des Champs-Élysées. La légende affirme que ces nouveaux locaux soient ceux d'une ancienne maison close, le Panier fleuri (en fait situé au 8, boulevard de la Chapelle). On y trouve l'administration française, un studio ainsi que la régie publicitaire et de l'information,,.
Le 14 janvier 1934, Radio Luxembourg inaugure une nouvelle fréquence (1 304 m, 230 kHz) à la suite des accords de Lucerne sur les fréquences des radios européennes. Cette même année, elle diffuse pour la première fois le Tour de France en juillet et récupère les émissions religieuses supprimées de Radio-Paris en janvier. En février 1936, la radio change de nouveau de fréquence (1 293 m, 232 kHz). Le 15 novembre 1937, Radio Luxembourg est la première radio à émettre toute la journée sans interruption en France, ne s'interrompant que la nuit. En 1939, elle émet 16 heures par jour, avec une régularité dans ses heures d'émission et sa grille des programmes qui permet de fidéliser les auditeurs.

#### 1939-1945: la parenthèse de la guerre
Après l'invasion de la Pologne par l'Allemagne nazie le 1er septembre 1939, le gouvernement luxembourgeois décide de cesser la diffusion des programmes de Radio Luxembourg dès le lendemain pour faire respecter sa neutralité. La radio se contente de diffuser des communiqués officiels du Grand-Duché et de la musique. Finalement, le 21 septembre, la radio est totalement arrêtée. Une partie du matériel est alors exfiltrée vers Paris, hors de portée des Allemands, et est dès lors utilisée par Radio-Paris,,.
Lors de l'invasion du Luxembourg en mai 1940, les Allemands projettent de s'emparer des installations de Radio Luxembourg. En octobre, l'émetteur de Junglinster redevient fonctionnel et les Allemands l'exploitent pour diffuser leur radio de propagande, Großdeutscher Rundfunk, animée par William Joyce surnommé Lord Haw-Haw,,.
En septembre 1944, l'armée américaine libère le Grand-Duché. Le gouvernement luxembourgeois en exil passe un accord avec les États-Unis leur permettant d'utiliser l'émetteur de Radio Luxembourg. La division de la guerre psychologique du SHAEF diffuse du 30 novembre 1944 au 25 avril 1945 des programmes destinés à démoraliser les Allemands sur une autre fréquence que celle utilisée par Radio Luxembourg. L'opération secrète est baptisée « Opération Annie », la radio porte un nom : Radio 1212 (sa fréquence). Les émissions sont diffusées la nuit. Elles prennent fin le jour du suicide d'Adolf Hitler en avril 1945. En juillet 1945, la radio passe provisoirement sous le contrôle du Bureau d'information de guerre des États-Unis.

#### 1945-1966: de l'âge d'or à l'arrivée de la concurrence; la conquête de nouveaux marchés
Le 11 novembre 1945, les Américains rendent la station à la Compagnie luxembourgeoise de radiodiffusion (CLR). Dès le lendemain, Radio Luxembourg reprend ses programmes avec la phrase : « Bonjour le Monde, ici Radio Luxembourg »,,,. Cependant, les équipes travaillent dans des conditions précaires, avec peu de matériel et sans archives. La radio ne peut alors diffuser que 40 heures de programmes par semaine. Au printemps 1946, la station est en mesure d'émettre 80 heures de programmes musicaux et d'information par semaine en allemand, anglais et français. Radio Luxembourg obtient une fréquence en ondes moyennes en 1948, puis en ondes courtes en 1950 où elle diffuse un programme spécifique en néerlandais, allemand et anglais.
Les années 1950 sont un âge d'or pour la station, qui connaît un franc succès commercial et populaire face aux radios nationales jugées très culturelles et érudites. Les animateurs tels que Jean Nohain, Louis Merlin ou Zappy Max présentent des émissions emblématiques comme Quitte ou double, Reine d'un jour, Arrêtez la musique, La Famille Duraton ou encore Radio Circus. Pour devenir un média d'information de référence, la station met en place un début de rédaction et embauche des reporters, des techniciens et des correspondants en France et à l'étranger. Ainsi, en 1954, la radio est écoutée par près de 16 millions d'auditeurs français et belges,.
Le 1er février 1954, l'Abbé Pierre y lance un appel à la solidarité [« Appel de l'Abbé Pierre »] auquel les Français répondent en masse, menant à la création de l'Association Emmaüs. En mars 1954, la Compagnie luxembourgeoise de radiodiffusion (CLR), propriétaire de Radio Luxembourg, devient la Compagnie luxembourgeoise de télédiffusion (CLT) avec le lancement de Télé Luxembourg, inauguré le 23 janvier 1955 par la Grande-duchesse Charlotte de Luxembourg,.
À partir de 1955, Radio Luxembourg doit faire face à la concurrence de plus en plus forte de la nouvelle Europe no 1, dont la programmation plus moderne attire notamment les jeunes. Malgré les efforts de la station, les audiences ne cessent de chuter. Néanmoins, dans les années 1950 et 1960, beaucoup d'adolescents européens (notamment britanniques, allemands, néerlandais et scandinaves) plébiscitent le programme nocturne anglophone de Radio Luxembourg, intitulé The Great 208, en ondes courtes et ondes moyennes. Cette radio diffuse de la musique rock, pop et du blues. De futurs célèbres musiciens tels que Keith Richards et John Lennon sont à l'écoute. Le service prendra fin en 1992,.
Cependant, les émissions en langue allemande, qui commencent en 1957 avec des programmes d'essai, après la matinale quotidienne en néerlandais sur ondes moyennes, connaissent rapidement un grand succès. En peu d'années, les heures d'écoute se multiplient; déjà en 1965, le service allemand, qui propose un programme presque entièrement musical, émet du matin jusqu'à minuit, cédant les ondes moyennes au service anglais le soir, mais restant captable jusqu'à l'arrêt nocturne de ses émissions grâce aux nouvels émetteurs FM. En parallèle, la tranche horaire en néerlandais est successivement réduite à 90 minutes par jour au début des années 1970, avant de disparaître définitivement une décennie plus tard.
En 1970, le programme allemand a plus de 7 millions d'auditeurs par jour, et le chiffre d'affaires monte de 800.000 DM en 1958 à 70 millions en 1971 tandis que celui du programme français s'évalue à 80 millions de DM, la même année,. Dans les années 1980, à la suite de la création de centaines de radios libres sur le territoire allemand, les taux d'écoute dégringolent jusqu'à ce que la station devienne un phénomène à rayonnement local, plutôt inconnu du grand public dans les années 2000. Depuis, les investissements de la CLT (Compagnie luxembourgeoise de télédiffusion, ancienne CLR) se focalisent, en Allemagne, sur le développement de plusieurs chaînes de télévision.
En 1962 le départ forcé de Jean Grandmougin est un moment difficile pour la station et sa rédaction.

### RTL

#### 1966-2000: un nouveau ton
Le 11 octobre 1966, la radio est rebaptisée RTL (pour « Radio Télévision Luxembourg ») par Jean Prouvost, nouveau PDG de la CLT. Une nouvelle équipe dirigée par Jean Farran donne un ton à la fois plus moderne et convivial à la radio, avec pour base l'information et le divertissement. Les vieux programmes sont supprimés et les animateurs historiques remerciés malgré les protestations des auditeurs,.
Dans les années 1970, plusieurs émissions emblématiques voient le jour : Stop ou Encore d'Anne-Marie Peysson (1970), La Case Trésor de Fabrice (1971), Les routiers sont sympa de Max Meynier (1972), Hit-Parade d'André Torrent (1972), Les Nocturnes de Georges Lang (1973), Les Problèmes humains de Menie Grégoire, La Valise RTL (1974), Les Grosses Têtes de Philippe Bouvard (1977) et le rendez-vous politique hebdomadaire Le Grand Jury (1980). En 1972, RTL inaugure un grand studio lui permettant de produire des émissions de divertissement en public, une façade en lames métalliques de Victor Vasarely (réalisée en collaboration avec son fils Yvaral) et son nouvel émetteur à Beidweiler,. Dans la nuit du 8 au 9 février 1974, Max Meynier et deux techniciens sont retenus en otage pendant plusieurs heures par un déséquilibré multirécidiviste, Jacques Robert, en plein direct de l'émission Les routiers sont sympa. Ce dernier menace de faire exploser sa grenade dans le studio s'il n'obtient pas une demi-heure d'antenne sur les trois chaînes de l'ORTF.
Dans les années 1980, Philippe Labro fait de RTL la première radio généraliste de France,. Le 24 janvier 1985, à la suite de la fin du monopole d'État en France et l'ouverture de la bande FM, RTL commence sa diffusion en FM dans l'hexagone. En 1991, elle arrête la diffusion en ondes moyennes. Avec la fin du monopole de la CLT au Luxembourg en juillet 1991, RTL quitte le Grand-Duché pour réaliser toutes ses émissions au 22, rue Bayard à Paris. La dernière émission réalisée depuis le Luxembourg est une nocturne de Georges Lang. En 1996, l'orchestre symphonique de RTL devient l'orchestre philharmonique du Luxembourg. En 1997, la radio lance son site web, rtl.fr.
Pendant 37 ans, la directrice de la programmation Monique Le Marcis dispose d'une forte influence sur les décisions de lancement d'un artiste sur les ondes,. Elle lance notamment Julio Iglesias en France et va même jusqu'à mettre sa démission dans la balance pour diffuser Daniel Balavoine. Lors de son départ de la station en 1996, des centaines d'artistes viennent chanter pour elle afin de la remercier.
Le propriétaire de RTL connaît de nombreux changements entre les années 1990 et 2000. En janvier 1997, la CLT se rapproche de l'UFA, filiale audiovisuelle du groupe allemand Bertelsmann, pour former la société CLT-UFA. Celle-ci regroupe alors 19 chaînes de télévision et 23 radios réparties dans dix pays, dont RTL, RTL2 et Fun Radio en France. En 2000, la CLT-UFA fusionne avec une filiale du groupe britannique Pearson pour former RTL Group.

#### 2000-2016: l'heure des changements
En 2000, RTL connaît un vieillissement de son audience et souhaite à nouveau la rajeunir pour demeurer une radio multi-générationnelle. Les évictions de Philippe Bouvard et Georges Lang suivent cette logique. Elles sont toutefois lourdement sanctionnées par les auditeurs et la station voit son audience s'effondrer, au point que l'épisode est qualifié par la presse d'« accident industriel », dénonçant l'incompétence radiophonique des décideurs. Dès l'année suivante, la nouvelle direction fait machine arrière et réengage les deux animateurs. Elle continue cependant un travail de rajeunissement des programmes tout en cherchant à faire des économies de fonctionnement. Le socle des auditeurs reste fidèle.
En 2005, RTL est la première radio française à proposer la plupart de ses émissions en podcast,. Le 8 octobre 2007, RTL et le quotidien sportif L'Équipe lancent une nouvelle radio d'information et de sport baptisée RTL-L'Équipe. Dans un premier temps, elle est uniquement disponible sur internet. Le 26 mai 2009, RTL et RTL-L'Équipe obtiennent chacune une fréquence sur la nouvelle radio numérique terrestre (RNT) dans trois zones autour de Marseille, Nice et Paris. Finalement, les deux radios, comme les autres grandes radios privées, renoncent à la RNT pour des raisons techniques et économiques.

#### depuis 2016: prise de contrôle par le groupe M6
Le 13 décembre 2016, le groupe M6 annonce sa décision de racheter le groupe de radio RTL France pour 216 millions d'euros. RTL Group, propriétaire à 100 % de RTL France et à 48,26 % du groupe M6, détiendrait alors 48,26 % du nouvel ensemble. Ce nouveau groupe multimédia mettrait en place des synergies entre les radios et les télévisions, incluant une régie publicitaire unique. La transaction a lieu le 1er octobre 2017 pour un montant d'un peu moins de 200 millions d'euros. Dans le même temps, RTL et les autres radios du groupe (RTL2 et Fun Radio) quittent le siège historique du 22, rue Bayard dans le 8e arrondissement de Paris pour de nouveaux locaux à Neuilly-sur-Seine, plus proches du siège de M6. Ce rapprochement entraîne la disparition de la société pour l'édition radiophonique Ediradio et la suppression d'une cinquantaine de postes,.
En 2019, RTL est détrônée par France Inter en tant que radio la plus écoutée en France. RTL réunit 6,1 millions d'auditeurs au quotidien pour 11,3 % de part d'audience tandis que France Inter passe devant avec 6,34 millions (11,7 %).
Le 23 mai 2019, Christopher Baldelli quitte la direction de RTL. Il est remplacé par Régis Ravanas, auparavant directeur général adjoint de TF1,.
Le 13 septembre 2019 marque le début d'un partenariat entre RTL et Le Parisien - Aujourd'hui en France pour le traitement éditorial du sport.
Le publicité représente, en 2020, seize minutes par heure d’antenne sur RTL, contre cinq pour France Inter et dix-sept pour Europe 1.
Le 2 janvier 2023, dans le cadre de son plan de résilience, RTL cesse de diffuser ses programmes en Grandes Ondes, l'émetteur de Beidweiler devient muet.

## Identité de la station

### Logos

Logo de Radio Luxembourg dans les années 1950.
Logo de Radio Luxembourg de 1953 à 1963.
Logo de Radio Luxembourg de 1963 au 10 octobre 1966.
Logo de RTL Luxembourg du 11 octobre 1966 à 1971.
Logo de RTL depuis 1971.
Logo alternatif.

### Identité sonore
Le top horaire, devenu l'indicatif de RTL, est l'œuvre du compositeur Michel Legrand en 1964. Il est d'abord utilisé par Radio Luxembourg puis repris par RTL Luxembourg, qui deviendra RTL, en 1966. Il est également utilisé par leurs homologues, RTL Radio Lëtzebuerg et Bel RTL.[réf. souhaitée] (liens dans Notes)

### Slogans
- 1977-1979 : « RTL, c'est vous »
- 1980 : « Jamais seul avec RTL »
- 1990 : « Les infos, c’est comme le café, c’est bon quand c’est chaud et quand c’est fort »
- 1990 : « RTL, L'information en capitales »
- 1990 : « RTL, La vie en trois lettres »
- 1995 : « Essentiel, RTL »[47]
- 2001-2005 : « RTL, Vivre ensemble »[48]
- 2005-2006 « RTL, première radio de France »
- 2006-2007 : « RTL, c'est vous »
- 2007-2008 : « Le plus RTL »
- 2008-2009 : « 100 % RTL »
- 2009-2011: « RTL, c'est vous »
- 2011-2012 : « Qui vous connait mieux que RTL ? »[49]
- depuis 2012 : « RTL, toujours avec vous »[50]
- 2014-2018 : « RTL bouge »[51]
- depuis 2018 : « RTL, On a tellement de choses à se dire. / REVivre Ensemble / RTL, Première Radio de France.» Sur Internet : "RTL, la Radio AMPLIFIÉE !"
- depuis août 2022 : « RTL, Vivre ensemble »

### Voix off
- Yvan Le Moellic (janvier 2001-août 2025), également, un temps, voix off sur TF1, à une époque où celle-ci remplace ses speakers par de simples voix hors-champ
- Valérie Boyer (depuis janvier 2001)
- Benjamin Carlier (depuis août 2025)

## Organisation

### Sièges

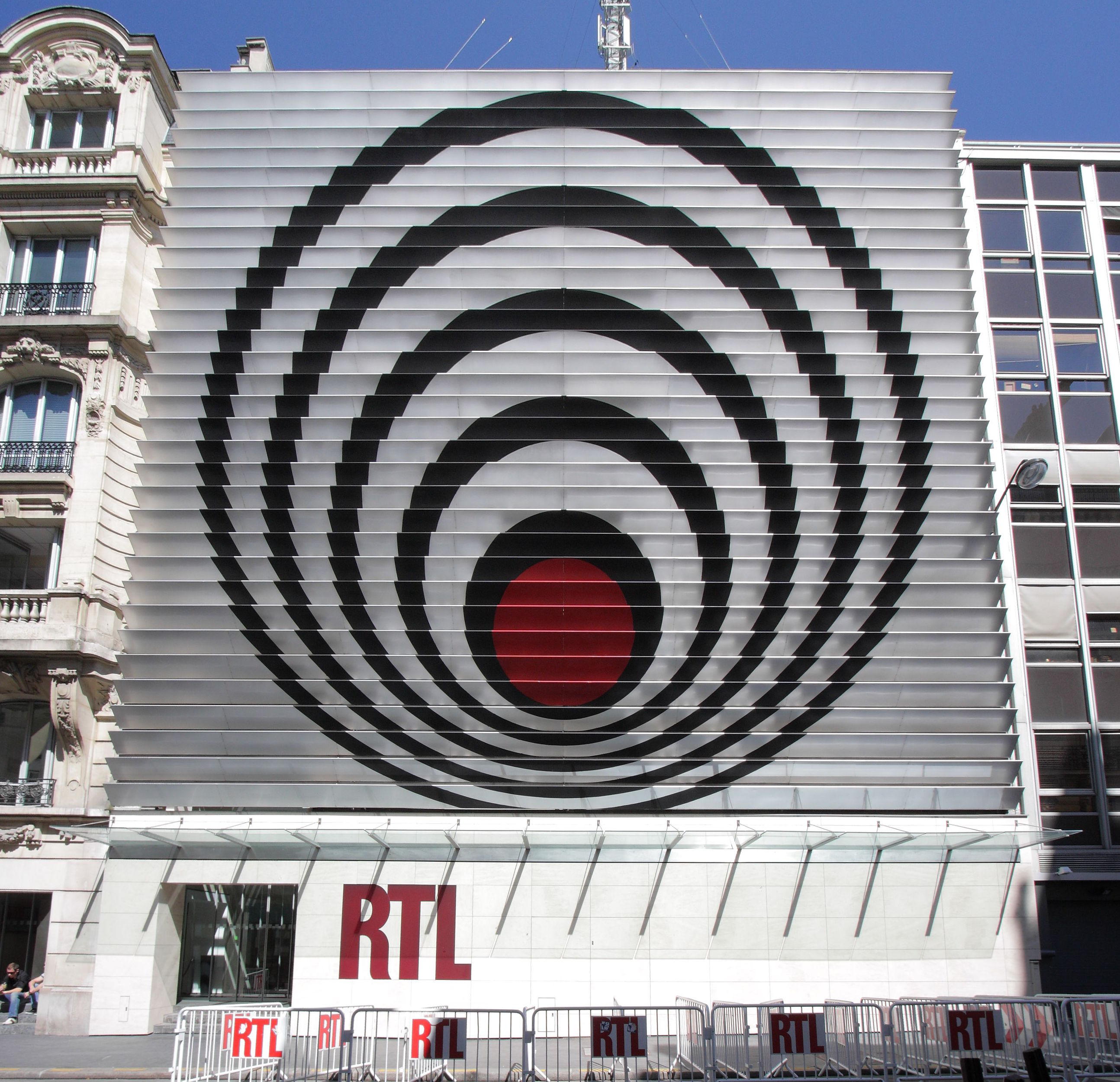
Ancien siège de RTL au 22 rue Bayard, à Paris 8e.

Le premier siège de Radio Luxembourg est celui de sa maison mère à la Villa Louvigny dans le parc municipal de Luxembourg au Luxembourg. Une bonne partie des programmes est cependant produit dans un studio situé rue de Ponthieu dans le 8e arrondissement de Paris. La dernière émission de RTL réalisée depuis le Luxembourg est diffusée en 1991.
De 1936 à début 2018, le siège de la station se situe au 22, rue Bayard dans le quartier des Champs-Élysées du 8e arrondissement de Paris, à quelques pas des Champs-Élysées. Cet immeuble est également le siège des autres radios (RTL2 et Fun Radio) et sociétés du Pôle Radio RTL. La façade habillée en 1970 de lames métalliques par Victor Vasarely, en collaboration avec son fils Yvaral, serait (selon certaines affirmations dans la presse), classée aux monuments historiques.
Une pure légende, soigneusement entretenue par l'émission Les Grosses Têtes, affirme que le bâtiment est une ancienne maison close appelée le Panier Fleuri,.
RTL et les autres radios du groupe quittent progressivement début 2018 le siège du 22, rue Bayard pour rejoindre de nouveaux locaux à Neuilly-sur-Seine 56, avenue Charles-de-Gaulle, en face de ce qui est désormais sa maison mère, M6. Dès octobre 2017, l'œuvre de Vasarely et Yvaral, présente sur la façade rue Bayard est démontée, alors pourtant qu'il a été annoncé qu'elle serait classée. Le déménagement de la rédaction de RTL a finalement lieu en mars 2018, certaines émissions comme Les Grosses Têtes bénéficiant un délai supplémentaire le temps d'aménager un studio capable de les accueillir.
En mai 2019, l'ancien siège de la station au 22, Rue Bayard est démoli.

### Capital
Depuis le 1er octobre 2017, RTL est la propriété du groupe M6, filiale à 48,26 % du groupe audiovisuel luxembourgeois RTL Group, lui-même détenu majoritairement par le groupe de médias allemand Bertelsmann.
Antérieurement, RTL est éditée par la société pour l'édition radiophonique Ediradio, immatriculée le 12 novembre 1954 au registre du commerce de Paris et dont le capital de 413 968 € est détenu à 100 % par la CLT-UFA, filiale à 99,7 % du groupe audiovisuel luxembourgeois RTL Group, lui-même détenu majoritairement par le groupe de médias allemand Bertelsmann.

### Pôle Radio RTL
Le Pôle Radio RTL en France regroupe trois radios nationales couvrant une population entre 110  et   133 millions d'habitants en 2010-2012[Passage à actualiser] :
- RTL : radio généraliste créée le 15 mars 1933 ;
- Fun Radio : radio musicale de genre dance créée le 2 octobre 1985, et ses déclinaisons Fun Radio Antilles et Fun Radio Belgique.
- RTL2 : radio musicale de genre pop rock créée le 6 janvier 1992 ;

De 2007 à 2012, le groupe possède alors avec le quotidien sportif L'Équipe une radio numérique de sport appelée RTL-L'Équipe.
Le Pôle Radio RTL regroupe d'autres sociétés dont les activités sont liées aux radios[Passage à actualiser] :
- IP France : régie publicitaire ;
- Mediapanel : filiale de recherche stratégique et musicale ;
- RTL Events : filiale de développement d'événements musicaux et culturels ;
- RTL Net : filiale digitale éditrice des sites et applications ;
- RTL Spécial Marketing : filiale de diversification (produits dérivés, licences…).

Depuis le 1er octobre 2017, le pôle de radios françaises Radio RTL France est la propriété du groupe M6, filiale du groupe luxembourgeois RTL Group.

### Direction
RTL est dirigée depuis 2002 par les présidents du conseil de surveillance et du directoire de la société Ediradio, le pôle français de radio de RTL Group (RTL, RTL2, Fun Radio...). Un directeur des programmes et de l'antenne s'occupe plus particulièrement de la station. Auparavant, de 1933 à 2002, Radio Luxembourg puis RTL étaient dirigées par le président de conseil d'administration et le directeur général.
Présidents du conseil d'administration
- 1933-1953 : Jacques Lacour-Gayet
- 1953-1963 : Robert Tabouis
- 1963-1965 : Jean Le Duc
- 1965-1975 : Jean Prouvost
- 1975-1980 : Christian Chavanon
- 1980-2000 : Jacques Rigaud[59]
- 2000-2002 : Rémy Sautter[60]

Directeurs généraux
- 1933-1935 : Jehan Martin
- 1935- : René-Louis Peulvey
- 1966-1978 : Jean Farran[61]
- 1978-1985 : Raymond Castans[62]
- 1985-2000 : Philippe Labro[63]
- 2000 : Stéphane Duhamel[64]
- 2001-2002 : Robin Leproux[65]

Présidents du conseil de surveillance
- 2002-2025 : Rémy Sautter[58]
- Depuis 2025 : Hervé Beroud

Présidents du directoire
- 2002-2005 : Robin Leproux[58]
- 2005-2009 : Axel Duroux[66]
- 2009-2019 : Christopher Baldelli[67]
- 2019-2025 : Régis Ravanas[68]
- Depuis 2025 : Jonathan Curiel

Directeurs des programmes
- 2002-2006 : Alain Tibolla
- 2006-2010 : Frédéric Jouve[69],[70]
- 2010-2012 : Yves Bigot[71]
- 2012-2018 : Jacques Expert[72]
- Depuis 2020 : Gauthier Hourcade[73]

Directeurs de l'information
- 1962-1967 : Michel Moine
- 1967-1971 : Jean Carlier[74][réf. non conforme]
- 1971-1973 : Jacques Chapus
- 1973-1979 : Claude Darcey[75][réf. non conforme]
- 1979-1986 : Alexandre Baloud et André Lacaze (directeurs de la rédaction)[76][réf. non conforme]
- 1986-2001 : Olivier Mazerolle
- 2001-2003 : Noël Couëdel[77][réf. non conforme]
- De janvier 2004 à avril 2023 : Jacques Esnous[78]
- Depuis avril 2023 : Frank Moulin[78]

## Personnalités de RTL
RTL compte notamment plusieurs animateurs, chroniqueurs, journalistes et consultants.

## Programmation

### Généralités
RTL consacre une bonne partie de sa programmation à l'information avec des journaux diffusés chaque heure, accompagnés de bulletins météorologiques. La programmation de la semaine s'articule autour de cinq grands rendez-vous d'information quotidiens dans lesquelles se trouvent de nombreuses chroniques : RTL Petit Matin (4 h 30 - 7 h), RTL Matin (7 h - 10 h), RTL Midi suivi de la libre-antenne Les auditeurs ont la parole (12 h - 14 h) et RTL Soir (18 h - 20 h). Le week-end, la station diffuse RTL Petit Matin Week-End (4 h 30 - 6 h), RTL Matin Week-End (6 h - 9 h 15) et RTL Soir Week-end (18 h - 19 h le samedi et 18 h - 19 h 15 le dimanche) ainsi que les émissions Le Journal inattendu le samedi (12 h 30 - 13 h 30), Le Grand Jury le dimanche (12 h - 13 h) et Focus Dimanche le dimanche (13 h - 14 h).
L'autre grande partie de la programmation est le divertissement avec en semaine pas moins de six émissions quotidiennes : Ça peut vous arriver (10 h - 12 h), L'Heure du crime (14 h - 15 h), Les Grosses Têtes (15 h 30 - 18 h). Le week-end, d'autres émissions prennent la place : RTL Petit Matin Week-end (4 h 30 - 6 h), On refait la télé (11 h 30 - 12 h 30 le samedi). De plus, plusieurs rendez-vous d'information contiennent des chroniques d'humour comme La Chronique de Laurent Gerra dans RTL Matin. Le jeu emblématique de la station, La Valise RTL, se déroule lors des Grosses Têtes.
En plus de diffuser des morceaux de musique tout au long de la journée, RTL compte plusieurs émissions musicales dont certaines sont diffusées la nuit : le vendredi WRTL Country (0 h - 1 h), La Collection Georges Lang (23 h - 0 h), Les Nocturnes (0 h - 1 h), En semaine Bonus Track (21 h - 22 h) et le dimanche Stop ou encore (10 h 15 - 12 h). De plus, la station invite des musiciens à se produire dans Le Grand Studio RTL (14 h 30 - 15 h 30) le samedi.
En semaine, l'émission nocturne est la Libre-antenne de partage et d'écoute, Parlons-Nous (22 h - 0 h 30) animée par la psychologue Caroline Dublanche.
La dernière partie de la programmation de la station est le sport avec notamment la couverture des rencontres sportives de football ou de rugby : RTL Foot (20 h - 23 h) du vendredi au dimanche, On refait le match (18 h 30 - 20 h le samedi) et On refait le sport avec Le Parisien-Aujourd'hui en France (19 h 15 - 20 h le dimanche).

### Événementiel
Lorsque l'actualité le nécessite, RTL a recours à une programmation événementielle, laquelle n'est plus soumise aux grilles de programmes. Ces événements, qu'ils soient politiques, économiques, sociétaux, culturels ou sportifs, se retrouvent dans les pages retraçant les chronologies annuelles du média radio.
Par exemple, en 2017 et 2018, RTL programme les émissions événementielles suivantes :
- le 25 février 2017, RTL a proposé quatre heures de direct au cœur de la 42e cérémonie des César, avec notamment Vincent Perrot et Stéphane Boudsocq[79] ;
- le 3 mars 2017, en tant que partenaire historique des Restos du cœur, RTL diffuse le concert des Enfoirés[80] ;
- les 25 et 26 mars 2017, RTL a proposé deux émissions d'une durée de deux heures, en public, pour célébrer les 50 ans d'antenne de Philippe Bouvard[81] ;
- du 1er au 22 juillet 2017, RTL a mobilisé quatre journalistes pour un suivi quotidien du Tour de France, avec en plus Le Club Jalabert diffusé tous les soirs[82] ;
- le 20 novembre 2017, Laurent Gerra, présent sur RTL depuis 2007, entouré d'Yves Calvi et de Jade, a fêté sa 2500e chronique humoristique[83] ;
- du 8 au 11 mars 2018, à l'occasion de la Journée internationale des femmes, Le Grand Jury et Le rendez-vous politique affichaient sur RTL une programmation 100 % féminine[84].

### Récompenses décernées
RTL décerne plusieurs prix et une bourse chaque année :
- Grand prix RTL-Lire, depuis 1992 : prix littéraire français récompensant chaque année un roman francophone choisi par un jury de lecteurs ;
- Grand prix RTL de la bande dessinée, depuis 2004 : décerné chaque année au mois de novembre à une bande dessinée parmi les nouveautés de l'année écoulée ;
- Album RTL de l'année, depuis 2006 : trophée récompensant chaque année, au mois de décembre, un album choisi par un jury composé d'auditeurs de RTL ;
- Grand Prix RTL - Auto Plus, depuis 2010 : auditeurs et internautes récompensent les meilleures voitures des grands salons européens dans quatre catégories[85] ;
- Prix #RTL Challenge en journalisme numérique, depuis 2015 : récompense deux élèves après réalisation de trois contenus sur un sujet donné et une soutenance[86] ;
- Trophée Champion RTL Sports, depuis 2007 : RTL distingue le champion sportif de l'année en lui attribuant un trophée[87].
- Bourse RTL-Jean-Baptiste Dumas, depuis 1995 : attribuée tous les ans à un étudiant en journalisme radio ayant planché sur un thème d'actualité[88].
- Concours RTL-Gallimard-Télérama du Premier roman jeunesse, depuis 2013 : ouvert à ceux qui écrivent pour la jeunesse, le lauréat est accompagné dans la finalisation de son manuscrit jusqu'à publication[89].

## Sanctions par le CSA et l'ARCOM
En 2011, le CSA met en demeure RTL pour défaut d'information sur le coût de son numéro surtaxé.
En 2015, le CSA met en demeure RTL et douze autres médias pour « manquements graves » relatifs à leur couverture médiatique des attentats de janvier 2015 en France.
Dans une décision rendue publique en mai 2025, l'ARCOM pointe un risque de « relativisation du nazisme » après la déclaration, sur son antenne, de Jean-Michel Aphatie affirmant que la France avait « fait des centaines » de massacres de villages algériens comme celui commis par les Allemands le 10 juin 1944 à Oradour-sur-Glane,.

## Diffusion
RTL utilise plusieurs moyens pour transmettre ses programmes : FM, DAB+, satellite et Internet. Les programmes peuvent également être réécoutés ou podcastés. De plus, certaines émissions sont diffusées en vidéo sur le site web de la station ou sont captées pour la télévision.

### Grandes ondes (GO)

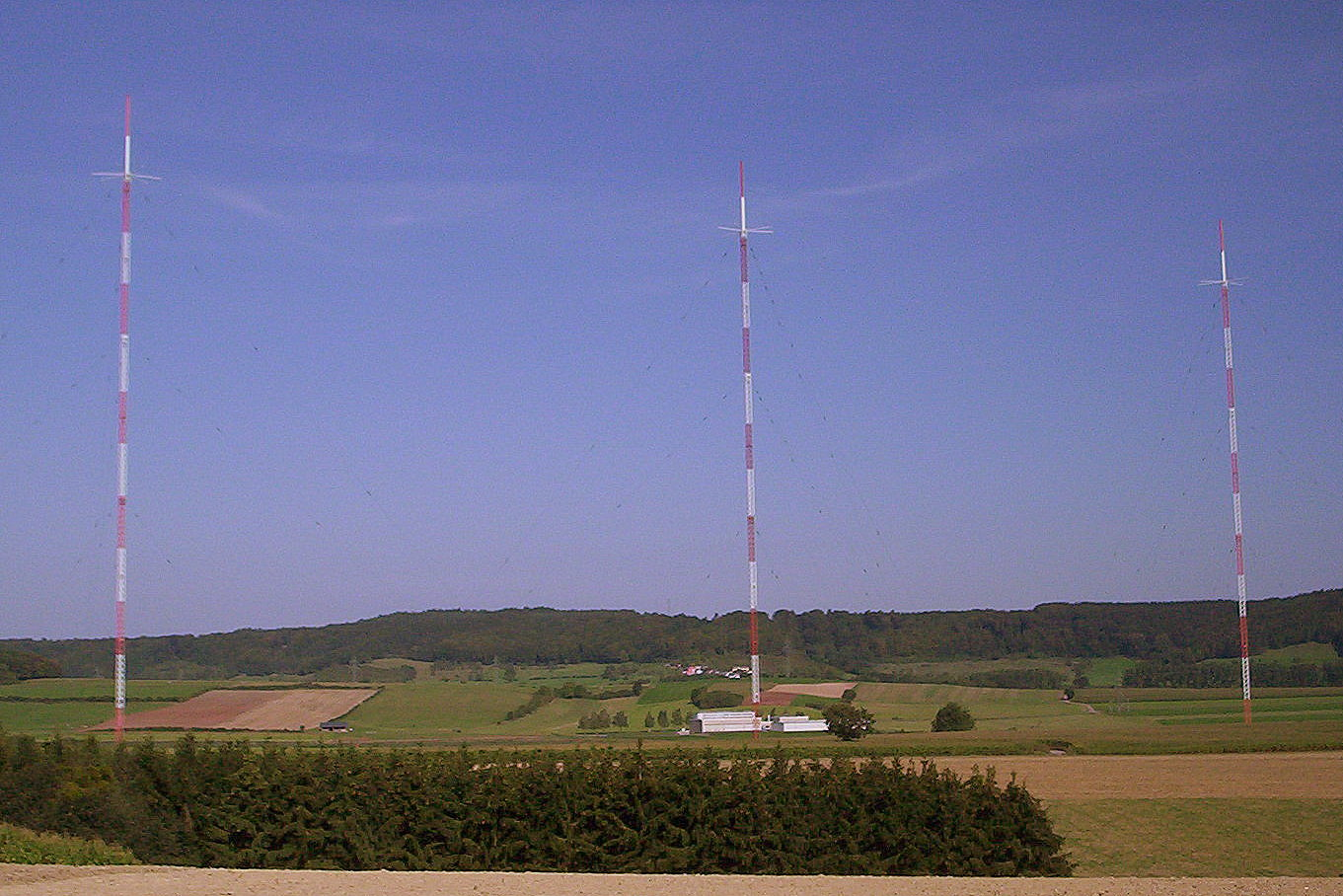
Émetteur de Beidweiler au Luxembourg.

Jusqu'en janvier 2023, RTL était diffusée en grandes ondes (GO) sur la fréquence 234 kHz par l'émetteur de Beidweiler situé dans le Grand Duché de Luxembourg,. Elle pouvait être captée dans les trois quarts supérieurs de la France métropolitaine, au nord d'une ligne allant de la Bretagne à la région Auvergne-Rhône-Alpes, l'émetteur étant pointé en direction de Paris. Elle pouvait être également reçue en Belgique, au Luxembourg, aux Pays-Bas, en Suisse et dans le sud de l'Angleterre, l'ouest de l'Allemagne et dans les pays d'Afrique du Nord, dont le Maroc l'Algérie et la Tunisie.
Jusqu'en 1972, RTL était diffusée depuis l'émetteur de Junglinster, également situé au Luxembourg, servant désormais d'émetteur de secours à la mise en service de l'émetteur de Beidweiler.
RTL fut la dernière radio française à diffuser en grandes ondes, après l'arrêt de la diffusion sous ce format de France Inter fin 2016, d'Europe 1 fin 2019 et de RMC fin mars 2020.
RTL décidera de couper ses émissions en ondes longues le 1er janvier 2023 à 1 heure du Matin (heure de Paris), 0 heure GMT, après l'émission de Georges Lang « les nocturnes ». À partir d'octobre 2022, un message diffusé aux top horaires de la station invite ses auditeurs en grandes ondes à utiliser dès lors d'autres moyens de réception pour continuer à recevoir RTL, après l'arrêt de l'émetteur de Beidweiler à la date du 1er janvier 2023. L'arrêt de l'émetteur initialement prévu le 1er janvier 2023 à 1 h du Matin, sera finalement reporté le lendemain, toujours à la même heure, mettant ainsi fin à 90 ans de diffusion en grande ondes depuis le Luxembourg.

### Modulation de fréquence (FM)
RTL est diffusée depuis 1986, en FM sur quasiment tout le territoire de la France métropolitaine grâce à plus de 270 émetteurs,. Sa diffusion peut déborder sur les pays frontaliers.
En France d'outre-mer, RTL est diffusée à La Réunion et en Guyane grâce à une vingtaine d'émetteurs mais franchise de radio festival. En Guyane radio Péyi relaye une partie des émissions de RTL. En Guadeloupe et en Martinique, RCI relaye en partie des émissions et journaux d'information de RTL.

### Satellite
RTL est diffusée en clair sur les satellites Eutelsat 5° Ouest et Astra 1. Elle est disponible dans les bouquets Canal et TNT Sat.

### Radio Numérique Terrestre (DAB+)
RTL est diffusé en DAB+ sur l'axe Paris-Marseille (A6 et A7) depuis le 12 octobre 2021 sur le multiplex métropolitain no 1. La couverture devrait par la suite[Quand ?] se généraliser à l'ensemble du territoire métropolitain.

### Internet (streaming et podcasts)
RTL peut être écoutée en streaming sur le site web de la station et via des applications mobiles de radio ou des postes de radio Internet. Il est également possible de réécouter les programmes ou de les podcaster.
Elle est aussi diffusée dans les offres radio de La TV d'Orange, de la Freebox TV, de SFR TV et de la Bbox.

### Captations audiovisuelles
Certaines émissions sont filmées dans les studios et diffusées en direct sur le site web de la station.
D'autres émissions sont captées pour être diffusées à la télévision :
- Stop ou encore ; André Torrent présente le rendez-vous en version télévisée diffusé sur Télé Luxembourg.
- Le Grand Jury, émission politique diffusée chaque dimanche d'abord sur Paris Première de 1988 à 1994, puis sur RTL TV/RTL9 de 1994 à 1997 et sur LCI de 1997 à 2023.
- Les Grosses Têtes, émission de divertissement diffusée chaque semaine sur Paris Première depuis 2006. Des adaptations télévisuelles sont diffusées occasionnellement sur TF1 à l'époque de Philippe Bouvard et sur France 2 à l'époque de Laurent Ruquier.
- L'émission de Julien Courbet Ça peut vous arriver est diffusée du lundi au vendredi de 10 h 5 à 12 h 30 sur M6
- La chronique de l'humoriste Philippe Caverivière est rediffusée tous les jours à 12 h 30 sur M6.

## Audiences
Avant 2019 RTL se dispute la place de première radio de France avec la radio France Inter en étant écoutée par plus de six millions d'auditeurs quotidiens. Cependant, elle reste largement première en part d'audience avec autour de 12 % de part de marché,,,.
Selon les résultats d’audience du média radio publiés par Médiamétrie pour la vague janvier-mars 2019, la radio la plus écoutée de France, en audience cumulée comme en part d’audience, est devenue France Inter, qui détrône RTL, détentrice du titre depuis 2016. La radio bascule même troisième sur la vague septembre-octobre 2024.
|      | Janvier - Février - Mars | Avril - Mai - Juin | Juillet - Août | Septembre - Octobre | Novembre - Décembre | Moyenne annuelle cumulée/ PDA |
| ---- | ------------------------ | ------------------ | -------------- | ------------------- | ------------------- | ----------------------------- |
| 2018 | 6640 / 13,2 %            | 6381 / 12,7 %      | 5780 / 11,6 %  | 6419 / 12,5 %       | 6523 / 13,4 %       | 6349 / 13,7 %                 |
| 2019 | 6137 / 11,8 %            | 6087 / 12,4 %      | 5387 / 11,8 %  | 6203 / 12,6 %       | 6566 / 12,6 %       | 6076 / 12,2 %                 |
| 2020 | 6563 / 13,4 %            | 6049 / 13,4 %      | 4690 / 10,7 %  | 6052 / 12,7 %       | 6118 / 12,6 %       | 5894 / 12,6 %                 |
| 2021 | 5776 / 12,4 %            | 5505 / 12,1 %      | 5034 / 11,3 %  | 5855 / 12,3 %       | 6013 / 13,3 %       | 5637 / 12,3 %                 |
| 2022 | 5843 / 13,1 %            | 5577 / 12,3 %      | 4281 / 10,7 %  | 5494 / 12,9 %       | 5697 / 12,8 %       | 5378 / 12,4 %                 |
| 2023 | 5608 / 13,1 %            | 5287 / 11,9 %      | NC             | 5210 / 12,0 %       | 5366 / 11,4 %       | 5368 / 12,1 %                 |
| 2024 | 5375 / 9,6 %             | 5044 / 9,0 %       | NC             | 4903 / 11,7 %       | 4957 / 11,2 %       | 5070 / 10,4 %                 |